# 中間紋唇魚
中間紋唇魚（学名：Osteochilus intermedius）是輻鰭魚綱鯉形目鯉科紋唇魚屬的其中一個種，分布於亞洲婆羅洲及蘇門答臘，體長可達15.5公分，棲息在中底層水域。

## 外部連結
- 中間紋唇魚的圖片 （页面存档备份，存于）